# Los Chone Killers
Chone Killers ou Los Chone Killers é uma organização criminosa e terrorista equatoriana dedicada ao tráfico de drogas, sicariato, entre outros crimes. Eles eram um braço armado de Los Choneros até se separarem em 2020, juntamente com Los Lobos e Tiguerones, após o assassinato de seu antigo líder, Jorge Luis Zambrano. Sua base principal é em Guayas e seu centro de operações fica na cidade de Durán.

## História
A origem dos Chone Killers vem de Los Ñetas, uma gangue internacional de origem porto-riquenha, dedicada ao tráfico de drogas.
Começou como um grupo dissidente de Los Choneros no final de 2020, após a morte de Jorge Luis Zambrano, chefe da gangue, quando José Macias Villamar assumiu a liderança, o que levou a desentendimentos e causou confrontos nas prisões contra a organização da qual faziam parte, a maioria dos quais resultou em massacres.
Em outubro de 2022, o grupo criminoso ganhou notoriedade após o assassinato de Leandro Norero "El patrón", financiador dos Chone Killers, o Serviço Nacional de Atenção Integral (SNAI) alertou sobre possíveis ataques dos Chone Killers na Penitenciaría del Litoral e decidiu transferir vários membros dos Chone Killers para outras prisões, o que levou a confrontos contra o SNAI e a polícia e provocou ataques terroristas nas ruas.
Em maio de 2024, as autoridades panamenhas conseguiram capturar Julio Alberto Martínez Alcívar, conhecido como "Negro Tulio", um alvo de alto valor e líder do grupo criminoso Chone Killers, procurado no Equador por terrorismo e identificado como o alegado autor intelectual do assassinato. . de um promotor anticorrupção. A Polícia Nacional do Panamá informou nesta quinta-feira, 30 de maio, sobre a prisão.
Desde 2023, a organização Chone Killers está envolvida em uma disputa territorial contra os Latin Kings na cidade de Durán.